# Dole (Idria)
Dole (in epoca asburgica in tedesco Dolech) è un centro abitato della Slovenia, insediamento (naselje) del comune di Idria. Dole è capoluogo di una comunità locale che include anche i vicini insediamenti di Gore e Idršek e parte di quello di Jelični Vrh.

## Storia
In epoca asburgica il centro abitato apparteneva al Ducato di Carniola (fino al 1849 inquadrato nel Regno d'Illiria) ed era noto con i toponimi tedeschi di Dolech (o Dollech) e con quello sloveno di Dole. Costituiva un comune catastale autonomo, che includeva anche i vicini villaggi di Ideršek (o Ideršček, ted. Iderschek), Potok (o Pottok), Zavratec (o Zavrac, ted. Sauraz o Sauratz), Črna (o Černa, ted. Tscherna) e parte del villaggio di Žirovnica (ted. Scheraunitz, Scherouenza o Scheraunza). Successivamente il comune assunse anche carattere amministrativo e inglobò anche la maggior parte del vicino comune catastale di Jelični Vrh (o Jedličnivrh, ted. Jelitschenwerch o Iellitschenverch). Dal punto di vista amministrativo Dole era inserito nel distretto giudiziario di Idria e nel distretto politico di Longatico (Logatec, Loitsch).
Dopo la prima guerra mondiale passò, come tutta la Venezia Giulia, al Regno d'Italia, venendo dapprima occupato dalle truppe italiane nel 1918 e venendo annesso formalmente nel 1920 col Trattato di Rapallo. Il comune mantenne il toponimo Dole, e venne inserito nella provincia del Friuli, dapprima nel circondario di Tolmino e successivamente in quello di Idria. In questo periodo il comune si trovò sul confine italo-jugoslavo e inglobò il villaggio di Rupe, che prima della guerra era parte del comune di Žiri (ted. Sairach), località rimasta in territorio jugoslavo. Per breve tempo il comune inglobò Montorso (Medvedje Brdo) e parte del territorio della frazione di Siberse (Zibrše), che in epoca asburgica facevano parte del comune di Rovte (ted. Gereuth), ma che nel 1922 vennero ceduti al comune di Godovici (Godovič). Oltre a tali località il comune continuava a includere anche le frazioni di Cerna/Cerna d'Idria (Črna), Idresca/Idresca di Dole (Ideršek), Ielicini/Ieliccini Val Zala (Jelični Vrh), Patocco/Potocco del Confine (Potok), Gora, Sauraz/Saurazzi (Zavratec) e parte di Zironizza/Servenza (Žirovnica). Nel 1927 il comune di Dole passò alla nuova provincia di Gorizia. Nel 1928 venne soppresso e aggregato al comune di Idria.
Con la seconda guerra mondiale, dopo l'8 settembre 1943, Dole, come tutta la Venezia Giulia, venne occupata dalle truppe tedesche e inclusa nella Zona di Operazioni del Litorale Adriatico. Nel maggio 1945 l'area passò sotto il controllo delle truppe jugoslave, venendo inclusa nella zona B a est della Linea Morgan. Nel 1947, dopo i Trattati di Parigi, il territorio passò anche formalmente alla Jugoslavia. Dal 1991 Dole fa parte della Slovenia ed è parte del comune di Idria.